# 이상협 (아나운서)
이상협(1974년 8월 27일 ~ )은 대한민국의 KBS 아나운서이다.

## 학력
- 서울응암초등학교 졸업
- 영락중학교 졸업
- 고려대학교 미술교육학과 졸업

## 경력
- 2002년: KBS 28기 공채 아나운서

## 진행 프로그램

### TV
- 2007년: KBS1 《KBS 평일 오후 2시 뉴스》
- 2009년: KBS1 《바른 말 고운 말》
- 2010년: KBS1 《KBS 뉴스 (주말)》
- 2011년: KBS1 《학자의 고향》
- 2012년: KBS1 《로드다큐 석굴암》
- 2012년: KBS1 《작은 거인》
- 2013년: KBS2 《추적 60분》
- 2016년: KBS2 《KBS 스페셜》브라질 빈부격차의 상징, 빈민촌 ‘파벨라’ 에 가다( “파벨라의 눈물”) (160813 방송)
- 2017년: KBS1 《KBS 스페셜》 북핵 위기, 기로에 선 한반도 - 내레이션
- 2019년: KBS1 《다큐공감》 291회 : 3.1운동 100주년 기획. 소녀가 소녀에게 - 내레이션
- 2019년: KBS1 《KBS 스페셜》 차이나 쇼크, 빈집 6천 5백만 채의 비밀 - 내레이션
- 2019년: KBS1 KBS 주말뉴스 휴일 오후 5시 뉴스(일요일 오후 5:00~5:10), 휴일 저녁 7시 뉴스(저녁 7:00~7:10)
- 2021년: KBS1 《KBS 뉴스 9》2021년 2월 22일~2월 26일(박노원 아나운서의 코로나 확진 시작 감염 확산 및 휴가 출장으로 인하여 대신 진행)
- 2022년: KBS1 《다큐On》 135회 : 천년을 지배한 빛의 예술 스테인드글라스 - 내레이션
- 2022년 : KBS1《노래가 좋아》 - MC
- 2023년,2025년 : KBS1 《6시 내고향》 - 진행취소(2023년 1월 2일(7683회 신년특집))[1] (10월 6일 7885회 <전국우수시장박람회 특집> 임시진행취소[2]),(4월 1일 8251회[3])

### 라디오
- 2003년: KBS 1FM 《음악의 향기》
- 2006년: KBS 제1라디오 《생방송 토요일.일요일 이상협입니다》
- 2008년~2010년, 2015년: KBS 클래식FM 《음악풍경》
- 2011년~2013년: KBS 클래식FM 《정다운 가곡》
- 2013년~2014년: KBS 클래식FM 《밤의 실내악》
- 2015년~2016년: KBS 클래식FM 《밤처럼 고요하게》
- 2018년~: KBS 클래식FM 《당신의 밤과 음악》

## 음반 및 저서
- 2010년 에고 트립 - 〈봄, 밤〉
- 2013년 에고 트립 - 〈Go Trip〉
- 2018년 《사람은 모두 울고난 얼굴》(민음사)
- 2019년 《내 목소리를 좋아하게 됐다고 말해줄래》(아트앤북)
- 2023년 《나에겐 가까운 바다가 있다》(이른비)

## 수상
- 1997년 제9회 유재하 음악경연대회 동상
- 2012년 현대 문학 시 부문 신인상
- 2018년 불교언론문화대상 원효,돌아보다 공동 연출 및 프리젠터 대상